# Selaginella cumingiana
Selaginella cumingiana är en mosslummerväxtart som beskrevs av Antoine Frédéric Spring. Selaginella cumingiana ingår i släktet mosslumrar, och familjen mosslummerväxter. Inga underarter finns listade i Catalogue of Life.